# Монтьераме
Монтьераме́ (фр. Montiéramey) — коммуна во Франции, находится в регионе Шампань — Арденны. Департамент — Об. Входит в состав кантона Люзиньи-сюр-Барс. Округ коммуны — Труа.
Код INSEE коммуны — 10249.
Коммуна расположена приблизительно в 160 км к юго-востоку от Парижа, в 85 км южнее Шалон-ан-Шампани, в 19 км к юго-востоку от Труа. Стоит на реке Барс.

## Население
Население коммуны на 2008 год составляло 455 человек.
| 1962 | 1968 | 1975 | 1982 | 1990 | 1999 | 2008 |
| ---- | ---- | ---- | ---- | ---- | ---- | ---- |
| 424  | 451  | 404  | 391  | 351  | 405  | 455  |

## Экономика
В 2007 году среди 284 человек в трудоспособном возрасте (15—64 лет) 227 были экономически активными, 57 — неактивными (показатель активности — 79,9 %, в 1999 году было 77,5 %). Из 227 активных работали 211 человек (111 мужчин и 100 женщин), безработных было 16 (4 мужчины и 12 женщин). Среди 57 неактивных 14 человек были учениками или студентами, 32 — пенсионерами, 11 были неактивными по другим причинам.

## Достопримечательности
- Аббатство Сен-Пьер[англ.] (XVII век). Памятник истории с 2001 года[3]
- Церковь Успения Пресвятой Богородицы[фр.] (XII век). Памятник истории с 1840 года[4]